# Easton (Wight)
Easton – wieś w Anglii, na wyspie Wight. Leży 17 km na zachód od miasta Newport i 134 km na południowy zachód od Londynu.